# Iglesia de Nuestra Señora de la Asunción (Metz)
La iglesia de Nuestra Señora de la Asunción de Metz (en francés: Église Notre-Dame-de-l'Assomption de Metz) es una iglesia católica situada en la Rue de la Chevre, antiguamente denominada Rue de la Cheuve, en la ciudad francesa de Metz, en Lorena. Administrativamente es parte de la Diócesis de Metz.
Es uno de los ejemplos de una iglesia que es inconfundiblemente jesuita en el carácter. Su arquitectura - en particular las fachadas de dos pisos con columnas dóricas - está fuertemente influenciada por la arquitectura de un edificio del noviciado jesuita de París, y sus obras más significativas fueron inspiradas por Nicolas Poussin, cuyas pinturas más importantes lo fueron también para los jesuitas.

## Galería de imágenes

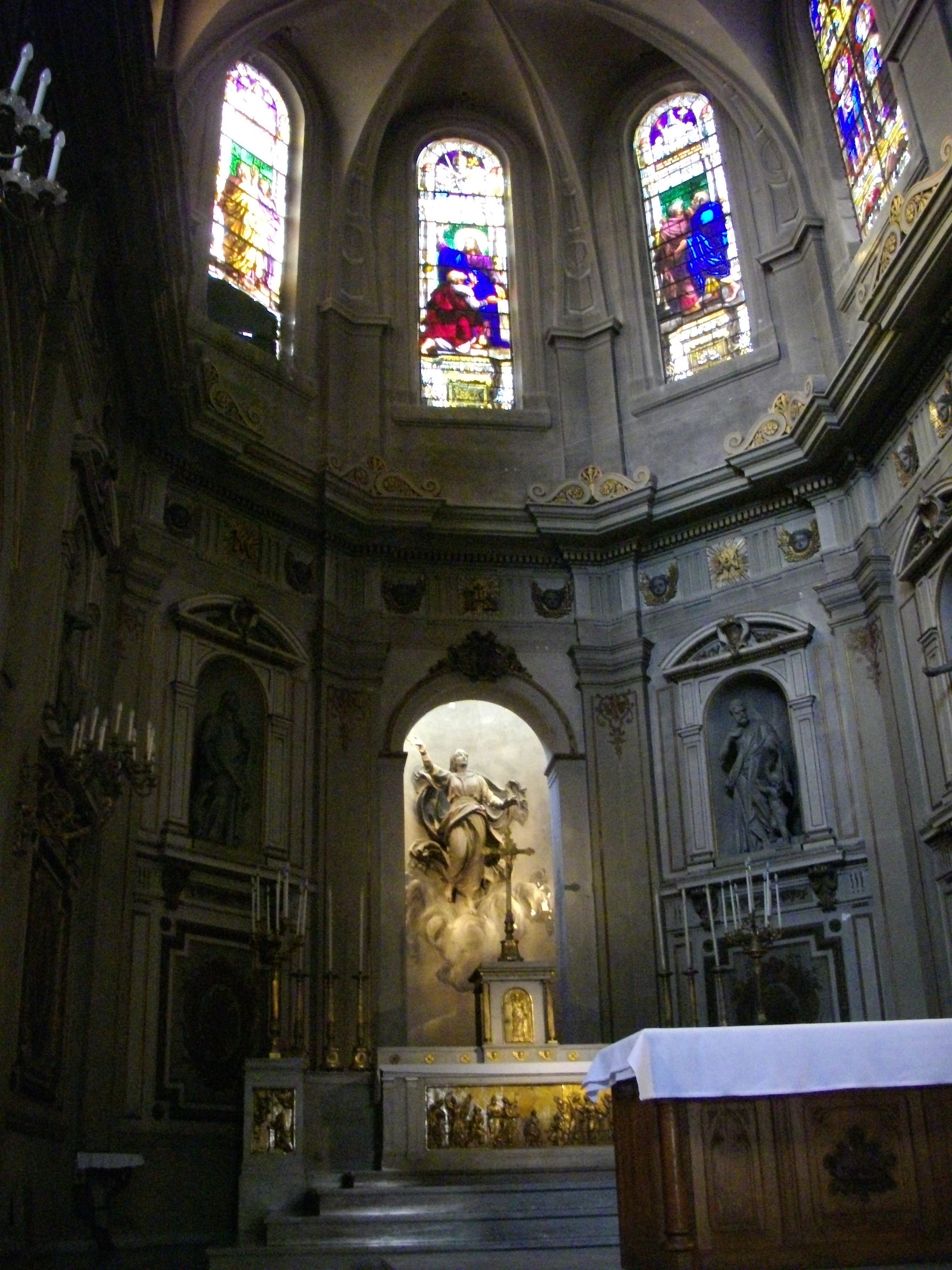
Interior del coro
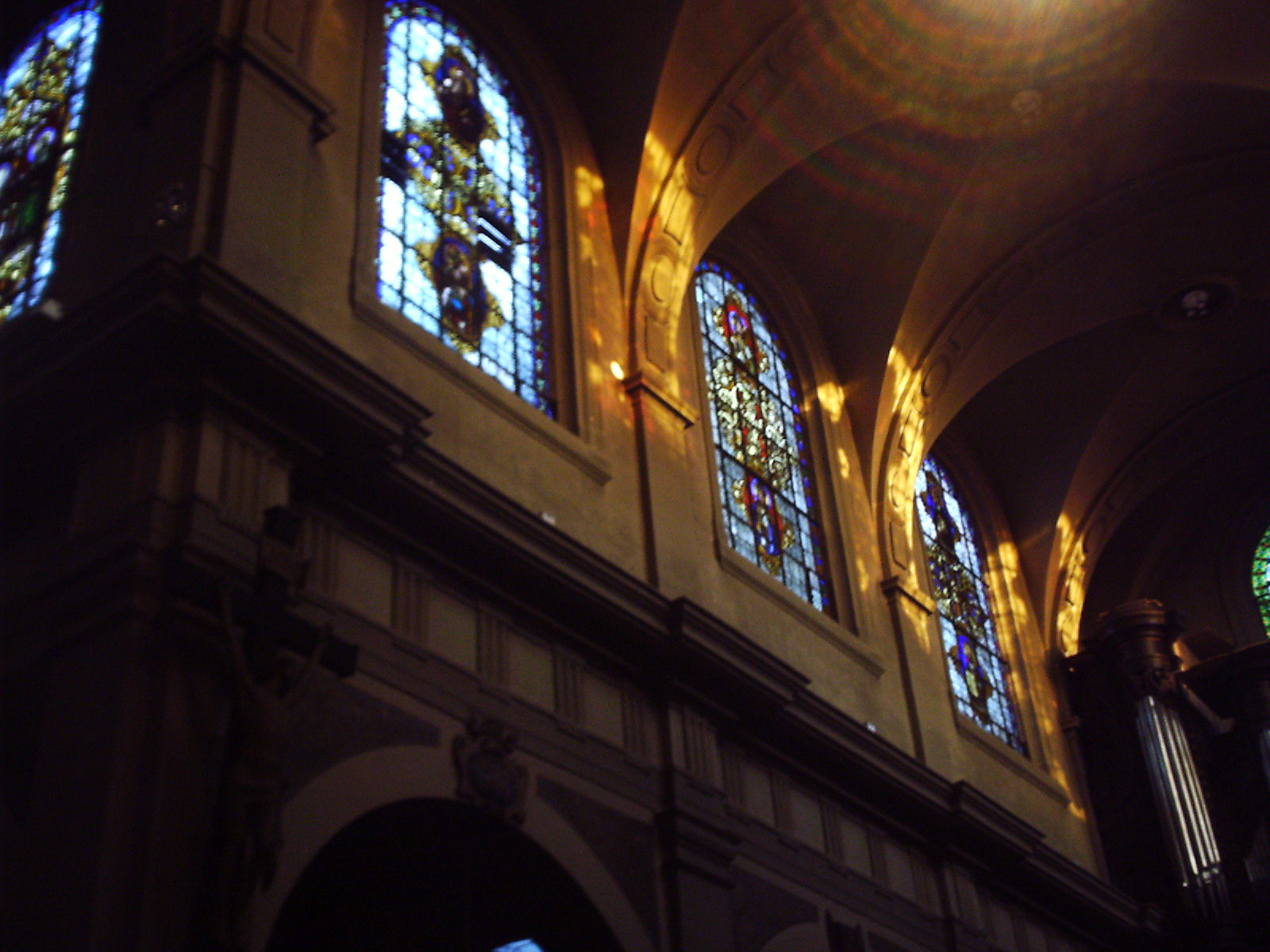
Vitrales de la nave alta
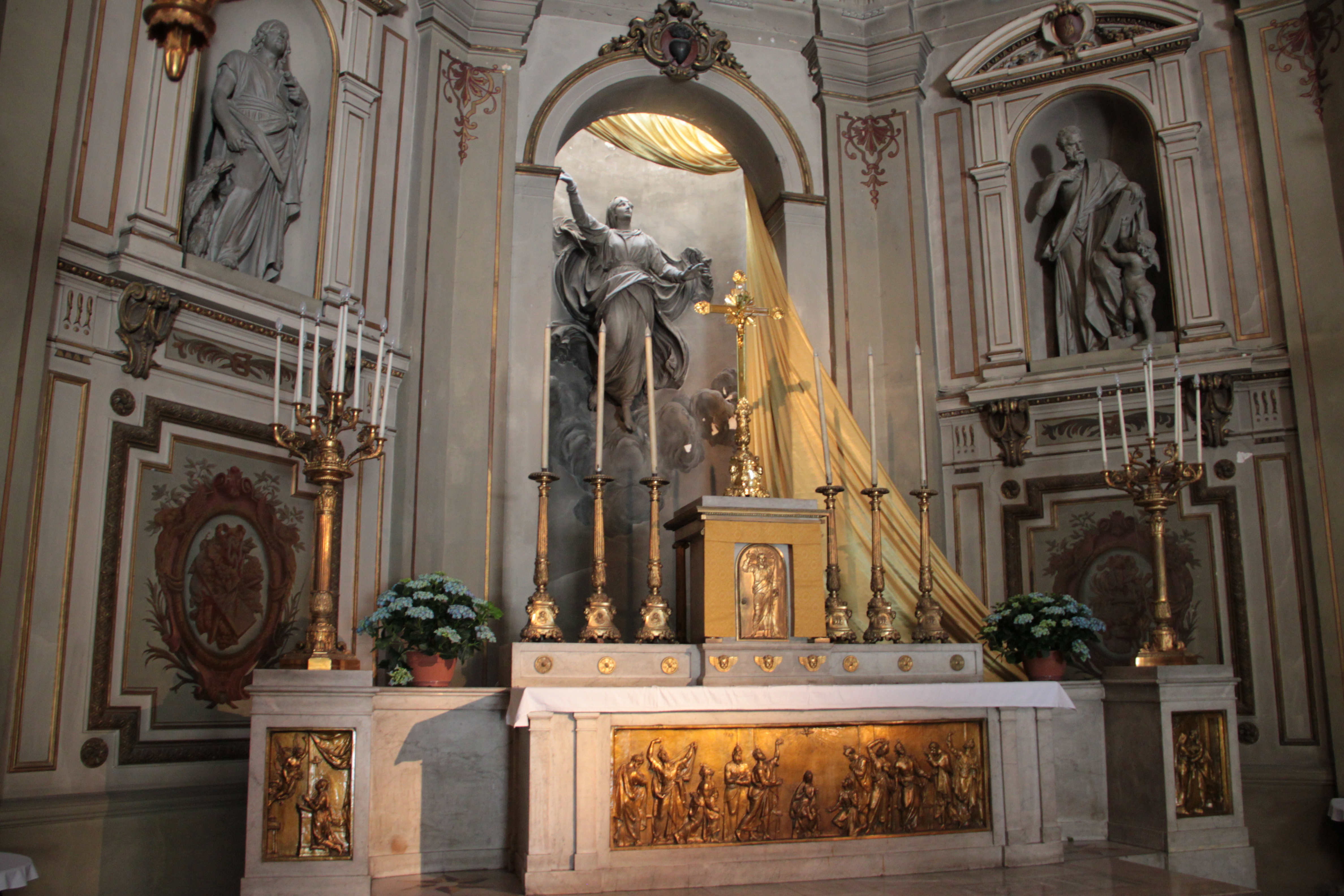
La estatua del coro
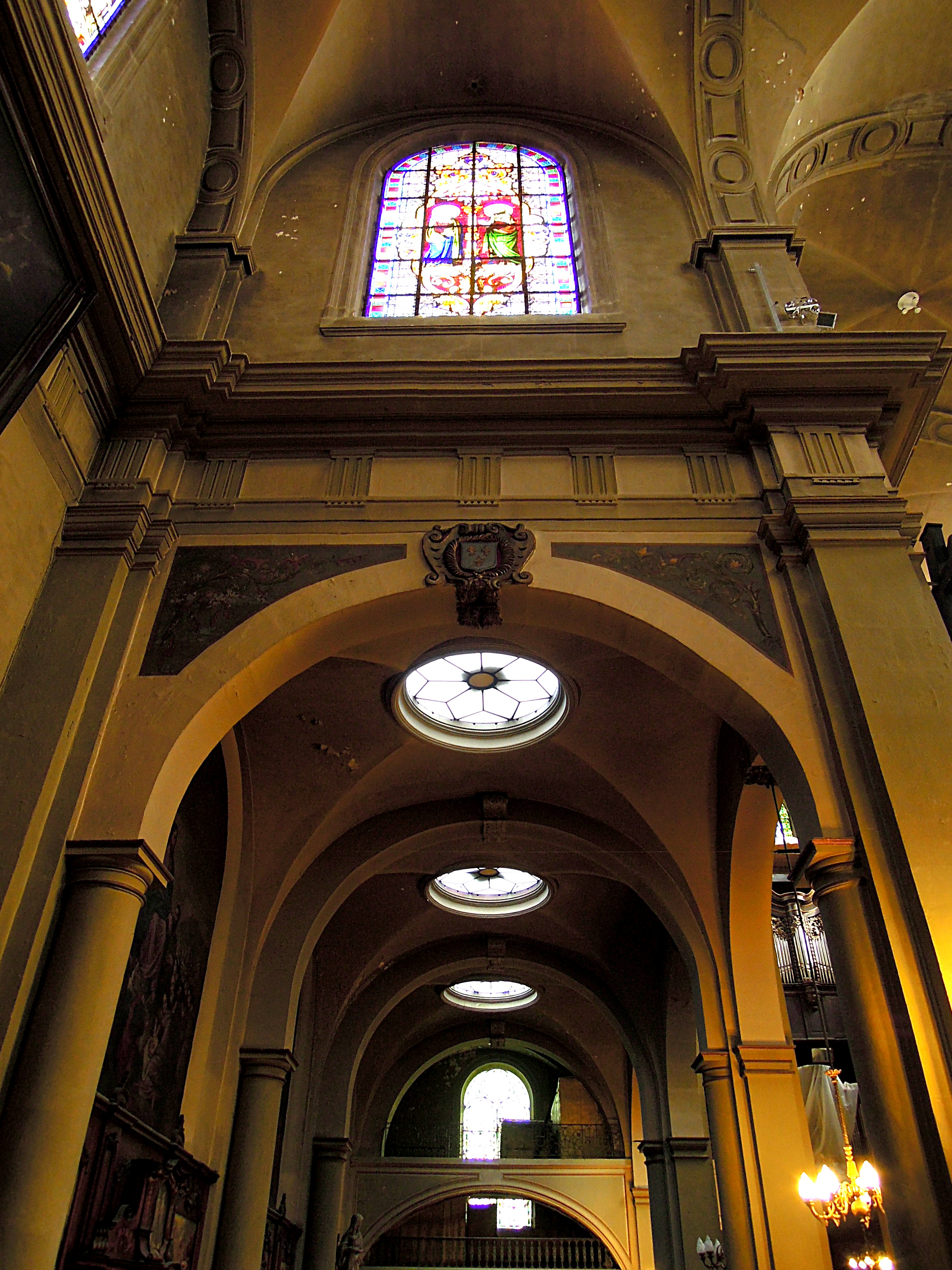
Nave lateral
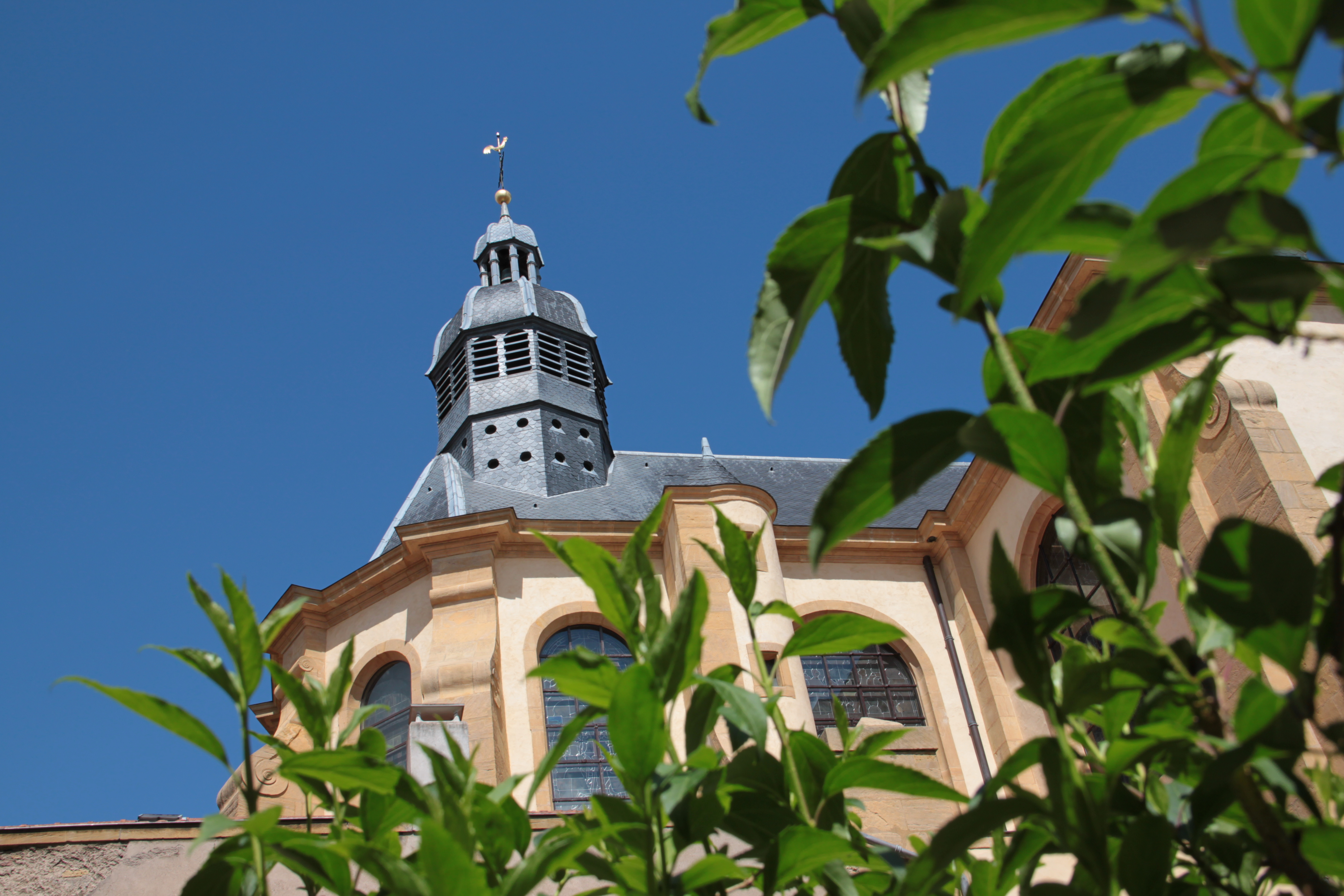
La cabecera